# Chaetoseris teniana
Chaetoseris teniana là một loài thực vật có hoa trong họ Cúc. Loài này được (Beauverd) C.Shih mô tả khoa học đầu tiên năm 1991.